# Сара Елмира Ройстер
Сара Елмира Ройстер Шелтън (1810 – 1888) е любима от юношеството на Едгар Алън По, която става негова годеница малко преди смъртта му през 1849 г.
Тяхната ранна връзка, започнала, когато тя е на 15 години, завършва неуспешно поради намесата на баща ѝ, докато По учи във Вирджинския университет. Няколко години след това тя се омъжва за Александър Б. Шелтън, който забогатява, благодарение на транспортната индустрия. Двойката има четири деца, макар само две да надживяват детството си. След смъртта на Александър през 1844 г. Сара и децата ѝ наследяват 100 хиляди долара с уговорката, че тя ще изгуби част от парите ако се омъжи повторно.
По се връща в живота ѝ през 1848 г. и те възобновяват своята връзка. Едгар По я увещава да се омъжи за него, макар тя да се двоуми и макар децата ѝ да не одобряват. Те никога не встъпват в брак, защото По умира през 1849 г., на 40-годишна възраст. Ройстер има огромно влияние върху творбите на Едгар Алън По и вероятно му дава вдъхновение за поемите „Гарванът“ и „Анабел Ли“. Ранната връзка между По и Ройстер е увековечена от други писатели, включително и брата на Едгар – Уилям Хенри Леонард По.